# Under the Same Sun
Under the Same Sun è una canzone del gruppo di Hard rock/Heavy metal Scorpions presente nell'album del 1993 Face the Heat scritta dal chitarrista Rudolf Schenker e dal cantante Klaus Meine.
La canzone parla dell'umanità e dei suoi problemi. Fa parte della colonna sonora del film Sfida tra i ghiacci uscito quello stesso anno.

## Formazione
- Klaus Meine - voce
- Rudolf Schenker - chitarra
- Matthias Jabs - chitarra
- Ralph Rieckermann - basso
- Herman Rarebell - percussioni

## Classifiche
| Anno | Classifica            | Posizione |
| ---- | --------------------- | --------- |
| 1993 | France Top 50         | #9        |
| 1993 | Mainstream Rock Chart | #16       |